# Hajnalhasadás (regény)
A Hajnalhasadás (Breaking Dawn) Stephenie Meyer Alkonyat-sorozatának (Twilight saga) negyedik, befejező kötete. A kötet Magyarországon a 2010-es évek második legtöbbet eladott regénye volt.

## A történet
|  | Alább a cselekmény részletei következnek! |

Bella Swan, az emberlány és Edward Cullen, a vámpír összeházasodnak egy díszes ceremónia keretében, amit Edward húga, Alice szervezett. A mézesheteken – amit Esme szigetén töltenek Brazília partjainál – Bella teherbe esik. Mindenki megijed, mivel még soha nem hallottak arról, hogy egy vámpírnak gyermeke születhetne. Edward és Carlisle rá akarják beszélni Bellát a magzat elvetetésére, de a lány ragaszkodik a babához és Rosalie segítségét kéri.
Eközben a farkasfalka, amint tudomást szereznek a Bellában rohamosan növekvő magzatról, az elpusztítását tervezik. Jacob szembeszáll az Alfa parancsával és kiválik a falkából. Rájön, hogy így nem hallja a többiek gondolatait. Seth Clearwater is csatlakozik hozzá, így egy kisebb falkát alkotva igyekeznek figyelmeztetni Cullenéket a közelgő veszélyről. Később Leah Clearwater, Seth nővére is csatlakozik hozzájuk.
Bella igencsak rosszul van, a gyermek elszívja az életerejét. Rájönnek, hogy mivel a baba félig vámpír, lehet, hogy szomjas. Bellának vért kell innia, hogy táplálni tudják a magzatát. Alig két hónapon belül elkövetkezik a szülés pillanata. Mivel Carlisle éppen vadászni van, Edward szakszerűen cselekszik, levezeti a szülést, azonban császármetszés lesz belőle, mivel Bella nem tudja természetes úton világra hozni a babát. Bella a szülés közben majdnem meghal, ezért Edward, hogy megmentse, a lány szívébe juttatja a vámpírmérget, majd Jacob közreműködésével a majdnem halott szívet működésre ösztökélik. Megkezdődik Bella átváltozása.
Három nappal később Bella vámpírként ébred fel. Minden nagyon új neki, a legfurcsább a sebesség és az éles látás. Edwarddal vadászni mennek, hogy csillapítsák vámpíréhségét. Vadászat közben Bella megérzi egy kiránduló szagát, azonban nem veti rá magát a gyanútlan túrázóra. Különös okoknál fogva Bellának nincs újszülött korszaka, mint más vámpíroknak.
Renesmee „bevésődik” Jacobba, azaz a fiú akarata ellenére a kislány rabja lesz. Bella először dühbe gurul később azonban elfogadja Jacob és Renesmee furcsa kötődését.
Jacob, mit sem sejtve a veszélyeiről, elhívja Charlie-t a Cullen család házába, hogy láthassa Bellát. Jake előtte elmondja Charlie-nak, hogy farkas. Charlie-t eléggé sokkolja lánya új külseje, de örül neki, mivel hónapokig nem láthatta, mert állítólag egy ritka betegsége volt. Renesmee-nek is nagyon örül, aki a Charlie-nak mesélt verzió szerint Edward és Bella örökbefogadott lánya.
Egy nap Alice-nak látomása támad. Látja, hogy a Volturi, még a feleségek is, eljönnek, hogy megöljék Renesmee-t, mert azt hiszik, hogy halhatatlan (vámpírrá alakított) gyermek, ami tabu.
Cullenék tanúkat gyűjtenek a világ minden tájáról, akik bizonyíthatják a Volturinak, hogy a kislány félig ember. Edward, Bella és Jake otthon marad bemutatni Renesmee-t a nem mindennapi vendégeknek. Renesmee-nek az a különleges képessége van, hogy egy érintéssel meg tudja mutatni gondolatait bárkinek. Így hamar megnyeri magának a fura társaságot, mindenki náluk marad tanúnak.
Alice és Jasper rejtélyes módon eltűnnek. Alice Bellának hagy egy nyomot, egy seattle-i címet. Bella felkeresi a helyet, ami mint később kiderül, egy ügyvédi iroda lenne. Bella találkozik az ügyvéddel, egy bizonyos J. Jenks-szel, aki okiratok hamisításával foglalkozik. Bella rájön Alice miért adta meg neki J. elérhetőségeit: hogy kiszabadítsa Renesmee-t a Volturi karmai közül. Csináltat is útlevelet neki és Jacob-nak is.
Cullenék és a kb. 20 vámpírból álló tanúsereggel fogadják a Volturit. A kis csoport feltartóztatja a Volturi haderőit, bár igazi megmentőjük Bella, aki különös képességgel rendelkezik: ki tudja zárni a fejébe tolakodó vámpírokat, és azok minden erejét. E képessége már emberként is megvolt, hisz Edward sem hallotta a gondolatait és Jane sem tudott ártani neki. Vámpírként azonban megtanulja kiterjeszteni e képességét, akár egy védőpajzsot, a körülötte állók köré, így védve meg őket a Volturi földöntúli erejétől. Végül a Volturi meghallgatja Renesmee történetét. Elhiszik, de a jövője bizonytalanságára hivatkozva mégis el akarják pusztítani a kislányt. Alice mentőcsapatával időben érkezik. Magával hoz egy Renesmee-hez hasonló egyedet, egy bizonyos Nahuelt, aki megnyugtatja a véneket, hogy nem lesz semmi baj a kislánnyal, 7 éves koráig fog nőni, aztán valószínűleg az örökkévalóságig megfagy abban az állapotban. A Volturi bosszankodva távozik.
Hazatérve Bella hagyja, hogy Edward – kapcsolatuk kezdete óta először – olvasson a gondolataiban.
|  | Itt a vége a cselekmény részletezésének! |

## A borító
- A borítón egy bordó gyalog szerepel a háttérben, míg előrébb egy fehér királynő. A gyalog Bella régi életében (amikor még ember volt) a szerepét szimbolizálja, emberként nem tudott túl sok minden segíteni egy harcban, hiszen akkor ő volt a célpont, az áldozat. A gyalognak is ez a szerepe a sakkban. Viszont az új életében (amikor már vámpír) több hasznát veszik, mint hitték volna. A sakkban a királynő a legmozgékonyabb és a leghasznosabb bábu, és ilyen lesz Bella is vámpírként.

## Magyarul
- Breaking dawn. Hajnalhasadás; ford. Bosnyák Viktória; Könyvmolyképző, Szeged, 2010 (Vörös pöttyös könyvek)